# パーク・ロウ (マンハッタン)

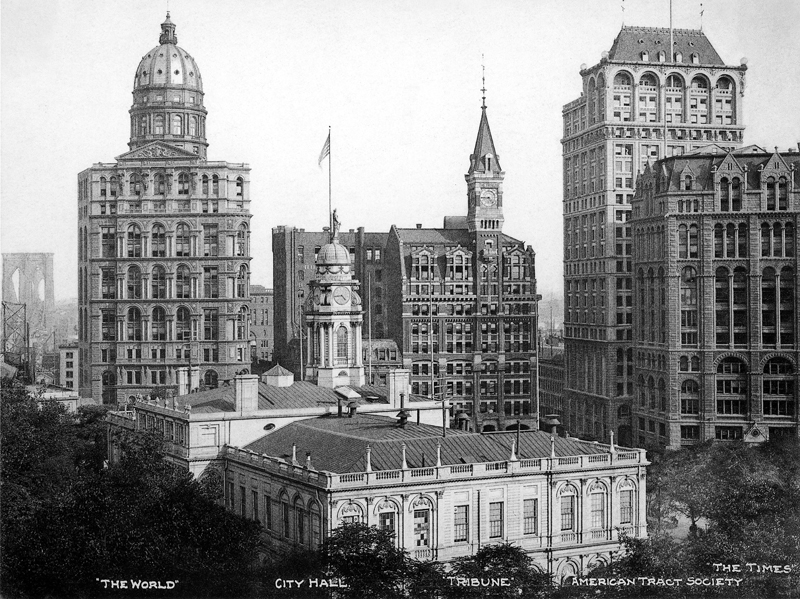
1903年のニュースペーパーロウ。中央は1875年に建てられた初代トリビューン・ビル (en) 。

パーク・ロウ (Park Row) はニューヨーク市ダウンタウン・マンハッタンを走る通りである。かつてはチャタム・ストリートであった。また、19世紀後半にはニュースペーパー・ロウ (Newspaper Row) とあだ名されていた。なぜなら、ニューヨーク市庁舎でのニュースに迅速にアクセスできるよう、ニューヨーク市のほとんどの新聞社はこの通り沿いに本社を構えていたためである。この通りは北東ー南西を斜めに走っており、北西端はチャタム・スクエアで、南西端はダウンタウンのシティ・ホール・パークの南側である。
ニューヨーク・タイムズは元々は113 ナッソー・ストリートに所在していた本社ビルで1851年に創刊した。1854年に138 ナッソー・ストリートへ移転し、1858年にはさらに1ブロック北の41 パーク・ロウ (en) へと移ってきた。おそらく、この時に建てられたビルは、ニューヨーク市の新聞社により初めて建設・所有された自社ビルとなった。同時期に、New Yorker Staats-Zeitungが17 チャタム・ストリート(en) を自社ビルとして移転してきている。

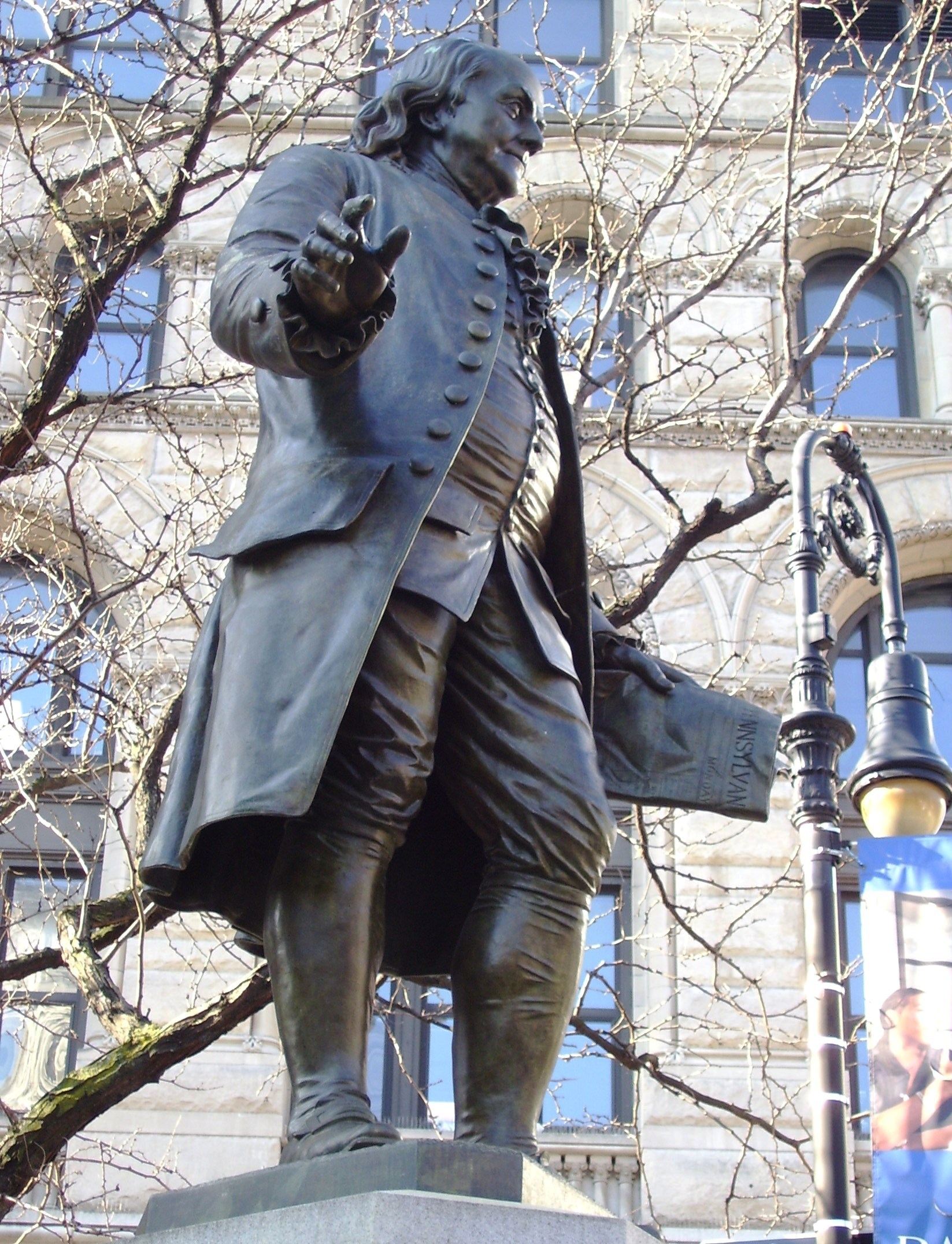
ベンジャミン・フランクリン像

パーク・ロウのこの一画はプリンティング・ハウス・スクエア (Printing House Square) として知られるようになった。現在は、ベンジャミン・フランクリン像がこのスクエアのワン・ペース・プラザ (en) とペース大学 (en) の41 パーク・ロウのビルの前に建っている。彼の手には当時著名な新聞であったPennsylvania Gazetteが握られており、パーク・ロウがかつてニュースペーパー・ロウであった歴史が反映されている。
18世紀後半、イースタン・ポスト・ロードがニューヨーク市とオールバニ、ニューイングランドをつなぐ道路として重要な存在であった。19世紀初頭、この道路のマンハッタンを通っていた部分のほとんどは都市開発で失われてしまった。その道路沿いにあった公園 (Commons) はシティ・ホール・パークとなり、その脇に残されたこの道路の名残がその時にチャタム・ストリートとなり、後にパーク・ロウと改名された。
超高層ビルと呼ばれる最初のものの一つであるパークロウビル（15 パーク・ロウ）は、パーク・ロウの南端、シティ・ホール・パークの向かいに位置している。高さ391フィート (119 m)で、1899年から1908年の間、シンガービルに抜かれるまでは世界一高い高層ビルであった。29階建てで、そのうち26階は通常のフロアで、3階建ての丸屋根を二つ持つ構造となっている。ビルの正面はパーク・ロウに沿って長さ103 ft (31 m)であり、側面はアン・ストリート沿いに (en) 23フィート (7.0 m)、シアター・アレイ (en) 沿いに48フィート (15 m)である。建物の土地占有面積は約15,000平方フィート (1,400 m2)である。
ニューヨーク市警察本部はパーク・ロウ沿いのマンハッタン・ミュニシパル・ビルとメトロポリタン矯正センターの向かいの1 ポリス・プラザ (en) に位置している。2013年現在、パーク・ロウのフランクフォート・ストリート (en) からチャタム・スクエアの区間はMTAバスおよび政府と緊急車両以外の通行はできないこととなっている。
パーク・ロウの北端はバワリー、イースト・ブロードウェイ (en)、セント・ジェームス・プレイス (en)、オリバー・ストリート (en)、モット・ストリート (en)、ワース・ストリート (en) の合流点であり、南端はブロードウェイ、ヴェセイ・ストリート (en)、バークレイ・ストリート (en)、アン・ストリート (en) の合流点である。